# Голмуд-Гол
Голмуд-Гол (кит. упр. 格尔木河; Голмуд; в верхнем течении — Найдж-Гол) — река в китайской провинции Цинхай.
Длина реки — 215 км.

## География
Река образуется от слияния рек Найчи-Гол и Шуга-Гол (Шургань-Гол), и течёт на север. В районе административного центра городского уезда Голмуд река разбивается на многочисленные протоки, впадающие в озеро Дабсан-Нур, а также другие озёра впадины Цайдам.